# Narges Mohammadi
Narges Mohammadi (em persa: نرگس محمدی; nascida em 21 de abril de 1972) é uma ativista iraniana de direitos humanos e vice-presidente do Centro de Defensores dos Direitos Humanos (DHRC), liderado pelo Prêmio Nobel da Paz Shirin Ebadi. Em maio de 2016, ela foi condenada a 16 anos de prisão em Teerã, por estabelecer e dirigir "um movimento de direitos humanos que faz campanha pela abolição da pena de morte". Em 2022, ela foi nomeada na lista das 100 mulheres mais inspiradoras do mundo da BBC.
Em 6 de outubro de 2023, recebeu o Nobel da Paz "pela sua luta contra a opressão das mulheres no Irã e pela sua luta para promover os direitos humanos e a liberdade para todos".

## História
Narges Mohammadi nasceu na cidade de Zanjan, no Irã. Ela frequentou a Imam Khomeini International University, graduando-se em física e tornou-se engenheira profissional. Durante sua carreira universitária, ela escreveu artigos de apoio aos direitos das mulheres no jornal estudantil e foi presa em duas reuniões do grupo estudantil político Tashakkol Daaneshjuyi Roshangaraan ("Grupo de Estudantes Iluminados"). Ela também era ativa em um grupo de alpinismo, mas devido a suas atividades políticas, mais tarde foi proibida de participar de escaladas.
Ela passou a trabalhar como jornalista para vários jornais reformistas e publicou um livro de ensaios políticos intitulado As reformas, a estratégia e as táticas. Em 2003, ela se juntou ao Centro de Defensores dos Direitos Humanos, liderado pela ganhadora do Prêmio Nobel da Paz Shirin Ebadi; ela mais tarde se tornou a vice-presidente da organização.

## Questões legais
Narges foi presa pela primeira vez em 1998, por suas críticas ao governo iraniano e passou um ano na prisão. Em abril de 2010, ela foi intimada ao Tribunal Revolucionário Islâmico por ser membro do DHRC. Ela foi brevemente libertada sob fiança de $ 50 000, mas presa novamente vários dias depois e detida na prisão de Evin. A saúde de Narges piorou enquanto estava sob custódia e ela desenvolveu uma doença semelhante à epilepsia, fazendo com que perdesse periodicamente o controle muscular. Depois de um mês, ela foi liberada e foi para o hospital.
Em julho de 2011, Narges foi processada novamente, e considerada culpada de "agir contra a segurança nacional, ser filiada ao DHRC e fazer propaganda contra o regime". Em setembro, ela foi condenada a 11 anos de prisão. Narges afirmou que soube do veredicto apenas por meio de seus advogados e recebeu "um julgamento sem precedentes de 23 páginas emitido pelo tribunal, no qual eles compararam repetidamente minhas atividades de direitos humanos a tentativas de derrubar o regime". Em março de 2012, a sentença foi mantida por um tribunal de apelações, embora tenha sido reduzida para seis anos. Em 26 de abril, ela foi presa.
A sentença foi protestada pelo Ministério das Relações Exteriores britânico, que a chamou de "outro triste exemplo das tentativas das autoridades iranianas de silenciar os bravos defensores dos direitos humanos". A Anistia Internacional designou-a prisioneira de consciência e pediu a sua libertação imediata. A Repórteres Sem Fronteiras emitiu um apelo em nome de Narges no nono aniversário da morte da fotógrafa Zahra Kazemi na prisão de Evin, afirmando que Narges era uma prisioneira cuja vida estava "em perigo particular". Em julho de 2012, um grupo internacional de legisladores pediu sua libertação, incluindo o senador norte-americano Mark Kirk, o ex- procurador-geral canadense Irwin Cotler, o parlamentar britânico Denis MacShane, o parlamentar australiano Michael Danby, o parlamentar italiano Fiamma Nirenstein e o parlamentar lituano Emanuelis Zingeris.
Em 31 de julho de 2012, Narges foi libertada da prisão.
Em 31 de outubro de 2014, Narges fez um discurso comovente no túmulo de Sattar Beheshti, afirmando: "Como é que os membros do Parlamento estão sugerindo um Plano para a Promoção da Virtude e Prevenção do Vício, mas ninguém se pronunciou há dois anos, quando um ser humano inocente chamado Sattar Beheshti morreu sob tortura nas mãos de seu interrogador?". Apesar do ato de extrema violência contra Beheshti, que foi recebido com alvoroço internacional em 2012, seu caso ainda levanta questões e a prisão de Evin ainda testemunha torturas e prisões injustas de defensores dos direitos humanos até hoje. O vídeo do discurso de 31 de outubro de Narges rapidamente se tornou viral nas redes de mídia social, resultando em sua convocação para o Tribunal da Prisão de Evin. "Na intimação que recebi em 5 de novembro de 2014, consta que devo me entregar 'pelas acusações', mas não há maiores explicações sobre essas acusações", afirmou.
Em 5 de maio de 2015, Narges foi novamente presa com base em novas acusações. A 15ª Vara do Tribunal Revolucionário condenou-a a dez anos de prisão sob a acusação de “fundar um grupo ilegal” Legam (para acabar com a campanha de pena de morte), cinco anos por “reunião e conluio contra a segurança nacional”, um ano por “propaganda contra o sistema” por suas entrevistas com a mídia internacional e sua reunião de março de 2014 com a então Alta Representante da UE para Relações Exteriores e Política de Segurança, Catherine Ashton. Em janeiro de 2019, foi relatado que Narges iniciou uma greve de fome, junto com o cidadão britânico-iraniano detido Nazanin Zaghari-Ratcliffe, na prisão de Evin em Teerã (capital do Irã), para protestar contra o acesso negado a cuidados médicos. Em julho de 2020, ela apresentava sintomas de uma infecção por COVID-19, da qual parecia ter se recuperado em agosto.
Em 8 de outubro de 2020, Narges foi libertada da prisão.
Em 27 de fevereiro de 2021, ela divulgou um vídeo nas redes sociais explicando que havia sido intimada duas vezes em dezembro, por um processo que havia sido aberto contra ela enquanto ela ainda estava na prisão. Narges afirmou que ela se recusava a comparecer ao tribunal e estaria desobedecendo a qualquer julgamento feito. No vídeo, ela descreve os abusos sexuais e maus-tratos a que ela e outras mulheres foram submetidas nas prisões e diz que as autoridades ainda não responderam à denúncia que ela fez a esse respeito em 24 de dezembro. O novo caso aberto contra ela dizia respeito ao protesto organizado por prisioneiras políticas na prisão de Evin, em protesto contra o assassinato e prisão de manifestantes pelas forças de segurança em novembro de 2019.
Em março de 2021, Narges escreveu o prefácio do Relatório Anual de Direitos Humanos do Irã sobre a Pena de Morte no Irã. Ela escreveu: "A execução de pessoas como Navid Afkari e Ruhollah Zam no ano passado foram as execuções mais ambíguas no Irã. A pena de morte para Ahmadreza Djalali é uma das sentenças mais errôneas e as razões para a emissão dessas sentenças de morte precisam ser cuidadosamente examinadas. Essas pessoas foram condenadas à morte após serem mantidas em confinamento solitário e submetidas a horríveis torturas psicológicas e mentais, por isso não considero o processo judicial justo ou justo. Os vejo manter os réus em confinamento solitário, forçando-os a fazer confissões falsas que são usadas como prova chave na emissão dessas sentenças. É por isso que estou particularmente preocupada com as recentes prisões no Sistão, Baluchistão e Curdistão, e espero que as organizações anti-pena de morte prestem atenção especial aos detidos porque temo que enfrentaremos outra onda de execuções no próximo ano".
Em maio, a Seção 1 188 do Tribunal Criminal Dois em Teerã (capital do Irã) condenou Narges a dois anos e meio de prisão, 80 chicotadas e duas multas separadas por acusações que incluem “espalhar propaganda contra o sistema”. Quatro meses depois, ela recebeu uma intimação para começar a cumprir essa pena, mas não respondeu por considerar injusta a condenação.
Em 16 de novembro de 2021, Narges foi presa arbitrariamente em Caraje, província de Alborz, no Irã, enquanto participava de um memorial para Ebrahim Ketabdar, que foi morto pelas forças de segurança iranianas durante protestos em todo o país, em novembro de 2019.
Em dezembro de 2022, durante os protestos desencadeados pela morte sob custódia de Mahsa Amini, Narges Mohammadi, em reportagem publicada pela BBC, detalhou o abuso sexual e físico de mulheres detidas. Em janeiro de 2023, ela fez um relatório chocante da prisão que detalha a condição das mulheres na prisão de Evin, incluindo uma lista de 58 prisioneiros e o processo de interrogatório e torturas pelos quais passaram. 57 dessas mulheres passaram 8.350 dias no confinamento solitário no total. 56 dessas mulheres são condenadas a 3 300 meses no total.[carece de fontes?]

## Vida pessoal
Em 1999, ela se casou com o colega jornalista pró-reforma Taghi Rahmani, que pouco depois foi preso pela primeira vez. Taghi Rahmani mudou-se para a França em 2012, depois de cumprir um total de 14 anos de prisão, mas Narges permaneceu para continuar seu trabalho de direitos humanos. Narges e Rahmani têm filhos gêmeos, Ali e Kiana.

## Prêmios e reconhecimentos
- 2023 - Prêmio Nobel da Paz[22]
- 2023 - Prêmio Olof Palme da Fundação Sueca Olof Palme[23]
- 2022 - Reconhecimento como uma das 100 mulheres inspiradoras e influentes da BBC [24]
- 2018 - Prêmio Andrei Sakharov, da American Physical Society[25]
- 2016 - Prêmio de Direitos Humanos, da cidade alemã de Weimar[26]
- 2011 - Prêmio Per Anger, o prêmio internacional do governo sueco para os direitos humanos [27]
- 2010 - Quando a Prêmio Nobel Shirin Ebadi ganhou o Prêmio Felix Ermacora de Direitos Humanos, ela o dedicou a Narges. "Esta mulher corajosa merece este prêmio mais do que eu", disse Ebadi.[28]
- 2009 - Prêmio Alexander Langer, em homenagem ao ativista da paz Alexander Langer. O prêmio carregava um honorário de 10.000 euros.[6]

## Obras
- Tortura branca: dentro das prisões iranianas para mulheres. Publicações OneWorld, 2022. ISBN 9780861545506